# Whois
WHOIS — протокол запит/відповідь, що базується на TCP. Широко використовується для запитів бази даних для того, щоб визначити власника доменної зони, IP-адреси , або автономного системного номера в Інтернеті. WHOIS запити були зроблені традиційно (використовуючи інтерфейс командного рядка), але зараз існує ряд спрощених інструментів для знаходження інформації про власників різних доменних зон, результати яких взяті з різних баз даних. Вебклієнти WHOIS все ще залежать від протоколу WHOIS — з'єднання з сервером WHOIS і здійснення запиту. Але WHOIS клієнти (ті, що базуються на інтерфейсі командного рядка) ще також широко використовуються, особливо адміністраторами систем.

## Приклад результату запиту
Нижче подано приклад результату WHOIS-запиту доменної зони wikipedia.org:
```
  Domain ID:D51687756-LROR
  Domain Name:WIKIPEDIA.ORG
  Created On:13-Jan-2001 00:12:14 UTC
  Last Updated On:01-Mar-2006 12:39:33 UTC
  Expiration Date:13-Jan-2015 00:12:14 UTC
  Sponsoring Registrar:Go Daddy Software, Inc. (R91-LROR)
  Status:CLIENT DELETE PROHIBITED
  Status:CLIENT RENEW PROHIBITED
  Status:CLIENT TRANSFER PROHIBITED
  Status:CLIENT UPDATE PROHIBITED
  Registrant ID:GODA-09495921
  Registrant Name:Wikimedia Foundation
  Registrant Organization:Wikimedia Foundation Inc.
  Registrant Street1:204 37th Ave N, #330
  Registrant Street2:
  Registrant Street3:
  Registrant City:St. Petersburg
  Registrant State/Province:Florida
  Registrant Postal Code:33704
  Registrant Country:US
  Registrant Phone:+1.7272310101
  Registrant Phone Ext.:
  Registrant FAX:
  Registrant FAX Ext.:
  Registrant Email:noc@wikimedia.org
  Admin ID:GODA-29495921
  Admin Name:Jimmy Wales
  Admin Organization:Wikimedia Foundation
  Admin Street1:204 37th Ave. N.  #330
  Admin Street2:
  Admin Street3:
  Admin City:St. Petersburg
  Admin State/Province:Florida
  Admin Postal Code:33704
  Admin Country:US
  Admin Phone:+1.7276441636
  Admin Phone Ext.:
  Admin FAX:
  Admin FAX Ext.:
  Admin Email:jwales@example.com
  Tech ID:GODA-19495921
  Tech Name:Jason Richey
  Tech Organization:Wikimedia Foundation
  Tech Street1:19589 Oneida Rd.
  Tech Street2:
  Tech Street3:
  Tech City:Apple Valley
  Tech State/Province:California
  Tech Postal Code:92307
  Tech Country:US
  Tech Phone:+1.7604869194
  Tech Phone Ext.:
  Tech FAX:
  Tech FAX Ext.:
  Tech Email:jasonr@example.com
  Name Server:NS0.WIKIMEDIA.ORG
  Name Server:NS1.WIKIMEDIA.ORG
  Name Server:NS2.WIKIMEDIA.ORG
```